# Nevin Meçaj
Nevin Meçaj är en albansk skådespelare, mest känd internationellt för sin roll som Niku i filmen Tirana, année zéro, eller Tirana Year Zero, (2001).